# Agrupación de Tráfico

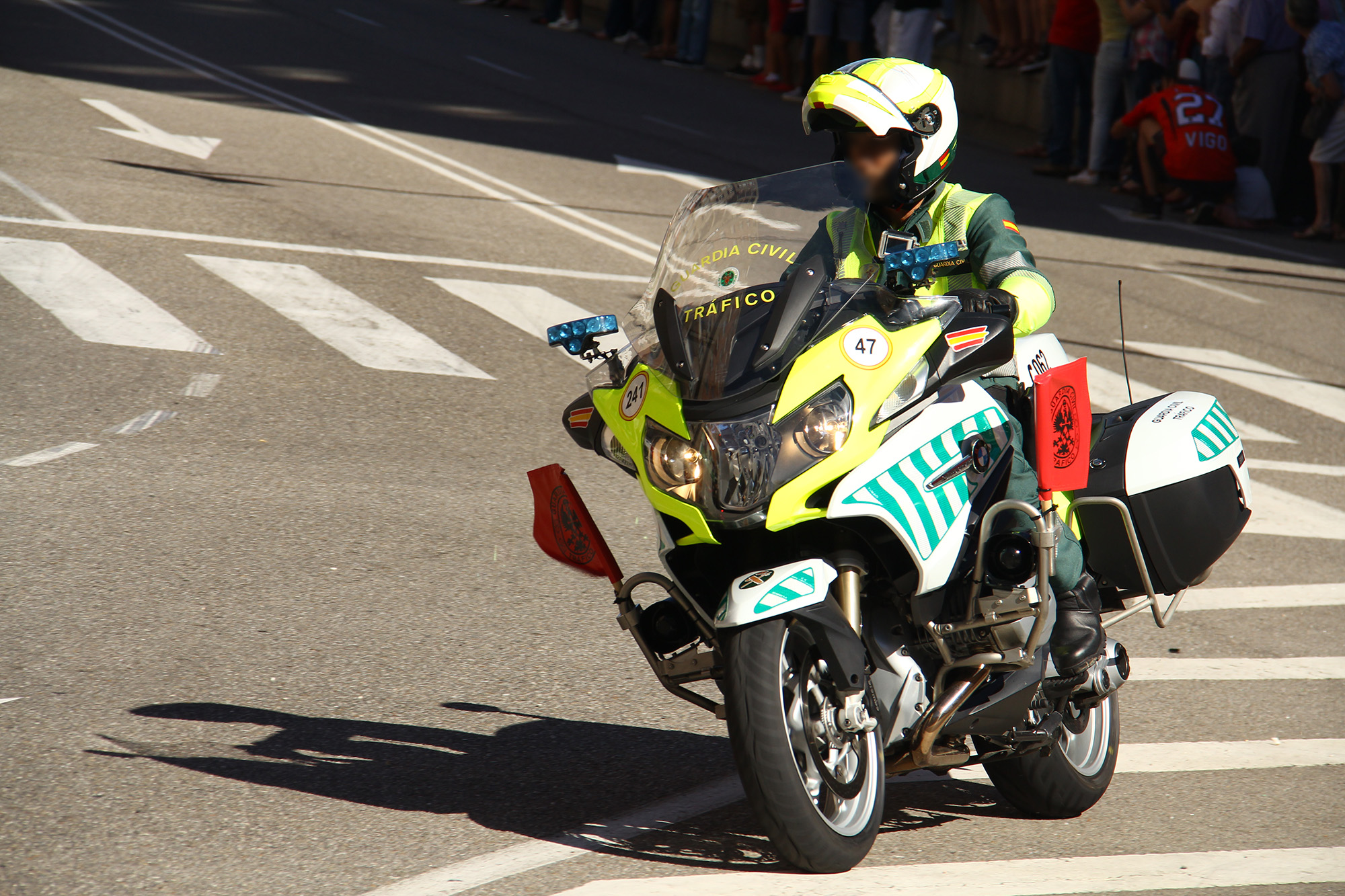
Unidad motorizada de la Agrupación de Tráfico.

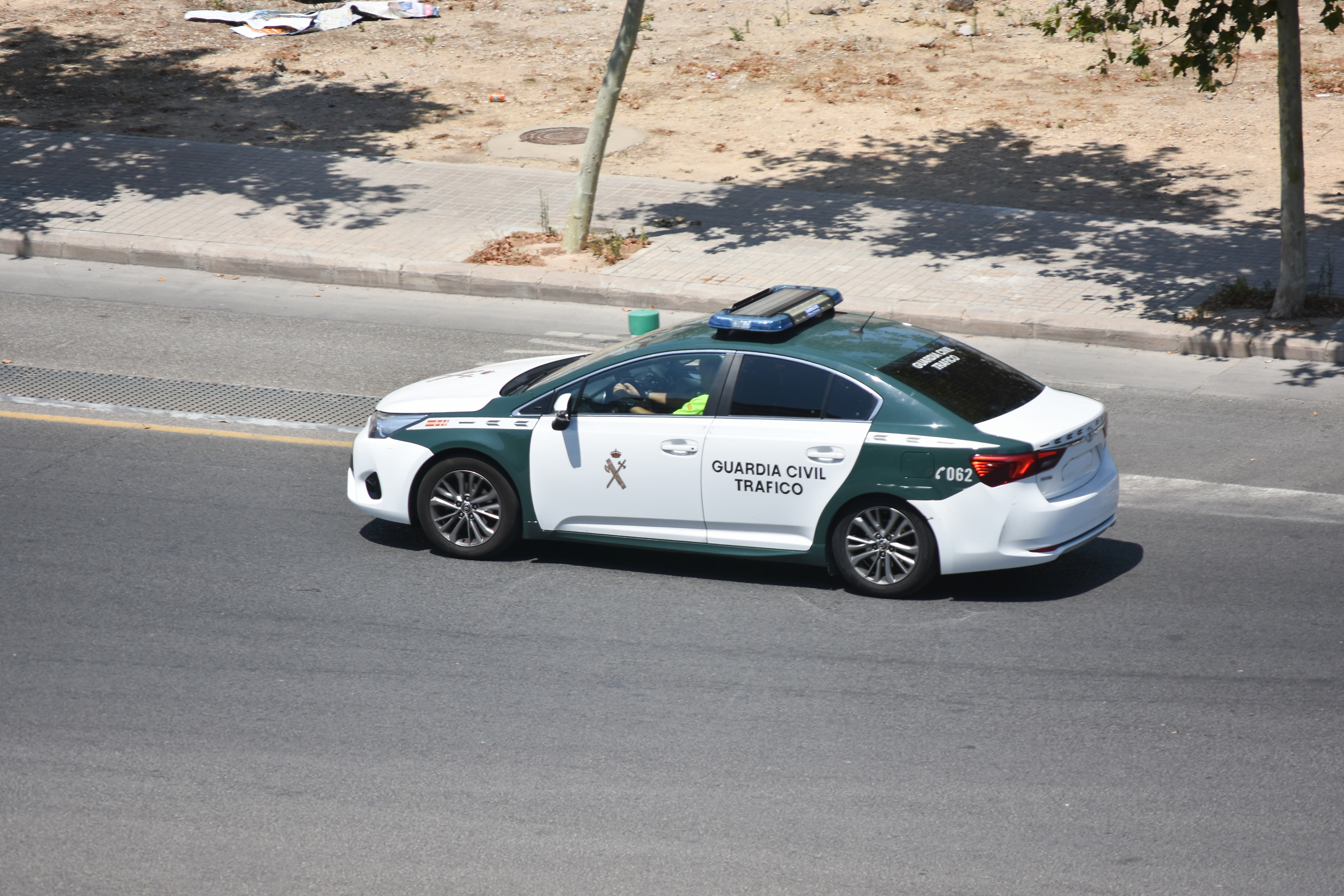
Coche de la Agrupación de Tráfico.

La Agrupación de Tráfico es la unidad de la Guardia Civil especializada y específicamente concebida, preparada y organizada para el ejercicio de las funciones asignadas al Estado, a través del Ministerio del Interior, en materias de tráfico, transporte y seguridad vial. Tiene como misión específica la vigilancia, regulación, auxilio, prevención y control del tráfico y del transporte, y la seguridad vial en el ámbito de las vías interurbanas, principalmente.
Esta misión se desarrolla en los siguientes cometidos fundamentales:
- Prevenir, proteger y auxiliar a los usuarios de las vías públicas.
- Vigilar y mantener la disciplina del tráfico en toda clase de vías interurbanas, travesías y tramos urbanos donde no pueda asumir tal cargo la Policía Local correspondiente al municipio.
- Investigar e instruir las diligencias por accidentes de tráfico ocurridos en las vías de uso público reflejadas anteriormente.
- Vigilar el cumplimiento de la normativa sobre transportes por carretera.

## Historia
Ya en 1933 el gobierno republicano había creado el Cuerpo de Vigilantes de Caminos, con la misión de vigilar las carreteras. Tras el final de la Guerra civil el régimen franquista disolvió este cuerpo y sus competencias fueron asumidas por el Cuerpo de Policía Armada y de Tráfico, que absorbió a los antiguos vigilantes de caminos.
En la Ley 47/1959 de regulación de la competencia en materia de tráfico, se le encomienda de forma inmediata a la Agrupación de Tráfico de la Guardia Civil, la misión de vigilancia, protección y auxilio en las vías públicas. Como consecuencia se dicta la Orden General n.º 32 de 26 de agosto de 1959, por la que se creó la Agrupación de Tráfico de la Guardia Civil. Las funciones de tráfico de la Policía Armada fueron asumidas exclusivamente por la Agrupación de Tráfico, que adoptó vehículos nuevos y equipamiento moderno.
Pero esta misión ya había sido asumida con anterioridad desde el año 1953, con una evidente visión de futuro, realizándose constantes ensayos en las carreteras nacionales periféricas de acceso a Madrid por fuerzas seleccionadas de la 1ª Comandancia Móvil de Madrid, con unos grandes resultados. La primera unidad piloto, dedicada exclusivamente a tal fin, fue creada en octubre de 1958 y dependía directamente de la 3ª Sección del Estado Mayor de la Dirección General de la Guardia Civil.

## Organización

### Estructura
Para el cumplimiento de la misión asignada, la Agrupación de Tráfico se articula en los siguientes Órganos y Unidades:
1. Jefatura de la Agrupación
  - Jefatura de Operaciones
  - Área de Operaciones
  - Área de Recursos Humanos
  - Área de Recursos Materiales
  - Secretaría de Mando
  - Asesoría Jurídica
  - Gabinete de Psicología
2. Unidades operativas de la organización periférica.
  - Sectores
  - Subsectores
  - Destacamentos
3. Escuela de Tráfico.

### Dependencias funcionales
La Agrupación de Tráfico se encuentra integrada orgánicamente en la Dirección Adjunta Operativa, dependiente de la Dirección General de la Guardia Civil en lo concerniente a su servicio no específico, personal, disciplina, armamento, uniformidad, enseñanza, instrucción y haberes. En lo concerniente a su servicio específico, depende de la Dirección General de Tráfico. 
Así mismo, la Escuela de Tráfico de Mérida depende orgánica y funcionalmente de la Jefatura de la Agrupación de Tráfico y técnicamente de la Jefatura de Enseñanza de la Guardia Civil.